# Större gräsfjäril
Större gräsfjäril, Kirinia roxelana, är en fjärilsart som först beskrevs av Pieter Cramer 1777.  Enligt Artfakta ingår Större gräsfjäril i släktet Kirinia, men enligt Catalogue of Life är tillhörigheten istället släktet Pararge. Enligt båda källorna tillhör arten familjen praktfjärilar, Nymphalidae. Arten förekommer tillfälligt i Sverige, men reproducerar sig inte. Inga underarter finns listade i Catalogue of Life.

## Bildgalleri

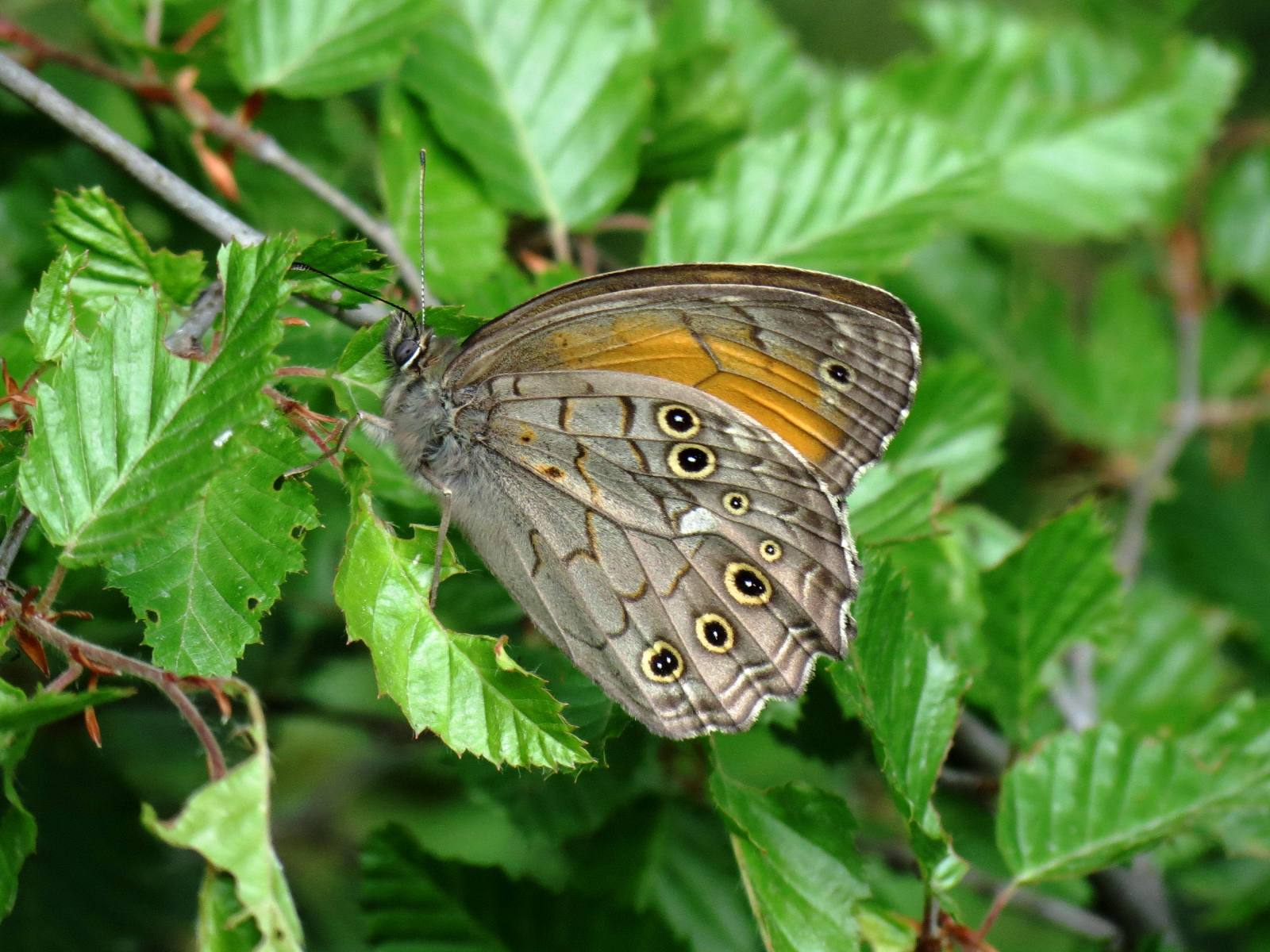
Imago fjäril
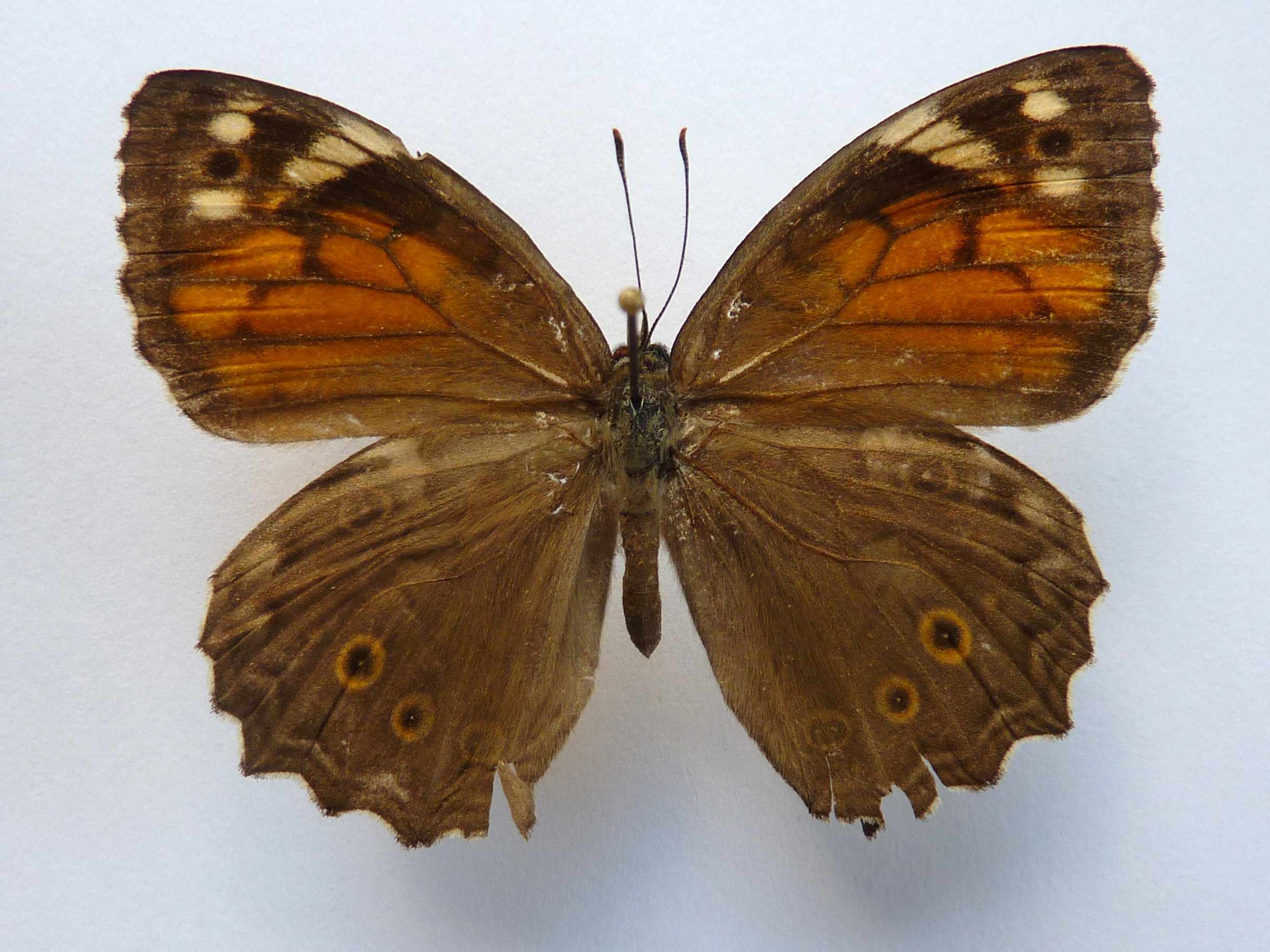
Preparerad (uppnålad) imago fjäril